# Lijst van rijksmonumenten in Oud-Loosdrecht
De plaats Oud-Loosdrecht telt 37 inschrijvingen in het rijksmonumentenregister. Hieronder een overzicht.
| Object | Oorspronkelijke functie?  | Bouwjaar        | Architect       | Locatie                       | Coördinaten?                 | Nr.?   | Afbeelding                                           |
| --- | ------------------------- | --------------- | --------------- | ----------------------------- | ---------------------------- | ------ | ---------------------------------------------------- |
| Gepleisterd dwarshuis met opkamertje, lijstgevel in topgevels eindigend                                                                               | Woonhuis                  | 18e eeuw        |                 | Oud Loosdrechtsedijk 1        | 52° 12' 18" NB, 5° 7' 39" OL | 26198  | Meer afbeeldingen                                    |
| Landhuis, gepleisterd dwarshuis | Boerderij                 | 18e eeuw        |                 | Oud Loosdrechtsedijk 7,9      | 52° 12' 20" NB, 5° 7' 34" OL | 26199  | Meer afbeeldingen                                    |
| Gepleisterd dwarshuis, met opkamertje, lijstgevel in topgevels eindigend                                                                              | Boerderij                 | 18e eeuw        |                 | Oud Loosdrechtsedijk 13       | 52° 12' 20" NB, 5° 7' 24" OL | 26200  | Meer afbeeldingen                                    |
| Laag dwarshuis met houten gesneden deuromlijsting | Boerderij                 | 18e eeuw        |                 | Oud Loosdrechtsedijk 15       | 52° 12' 22" NB, 5° 7' 25" OL | 26201  | Meer afbeeldingen                                    |
| Boerderij, langhuis, oude roeden venster rietgedekt dak                                                                                               | Boerderij                 | 18e eeuw        |                 | Oud Loosdrechtsedijk 21,23,25 | 52° 12' 23" NB, 5° 7' 15" OL | 26202  | Meer afbeeldingen                                    |
| Boerderij, langhuis | Boerderij                 | 18e eeuw        |                 | Oud Loosdrechtsedijk 27       | 52° 12' 24" NB, 5° 7' 8" OL  | 26203  | Meer afbeeldingen                                    |
| Lage gepleisterde woning | Boerderij                 | 18e eeuw        |                 | Oud Loosdrechtsedijk 29,31    | 52° 12' 24" NB, 5° 7' 6" OL  | 26204  | Meer afbeeldingen                                    |
| Dwarshuis, gepleisterd met topgevel | Boerderij                 | 17e eeuw        |                 | Oud Loosdrechtsedijk 33,33a   | 52° 12' 23" NB, 5° 7' 4" OL  | 26205  | Meer afbeeldingen                                    |
| Gepleisterd langhuis, rieten dak | Boerderij                 | 18e eeuw        |                 | Oud Loosdrechtsedijk 35       | 52° 12' 24" NB, 5° 6' 59" OL | 26206  | Meer afbeeldingen                                    |
| Gepleisterd langhuis | Boerderij                 | 18e eeuw        |                 | Oud Loosdrechtsedijk 65,65b   | 52° 12' 24" NB, 5° 6' 44" OL | 26207  | Meer afbeeldingen                                    |
| Fraaie boerderij, dwarshuis met aanbouw, brede topgevel met opkamer                                                                                   | Boerderij                 | 17e eeuw        |                 | Oud Loosdrechtsedijk 69,71    | 52° 12' 24" NB, 5° 6' 43" OL | 26208  | Meer afbeeldingen                                    |
| Lage gepleisterde dubbele woning met topgevels | Woonhuis                  | 18e eeuw        |                 | Oud Loosdrechtsedijk 75,77    | 52° 12' 24" NB, 5° 6' 33" OL | 26209  | Meer afbeeldingen                                    |
| Lage woning, lijstgevel | Woonhuis                  | 18e eeuw        |                 | Oud Loosdrechtsedijk 91       | 52° 12' 24" NB, 5° 6' 23" OL | 26210  | Meer afbeeldingen                                    |
| Lage woning met riet gedekt | Woonhuis                  |                 |                 | Oud Loosdrechtsedijk 111,113  | 52° 12' 25" NB, 5° 5' 55" OL | 26211  | Meer afbeeldingen                                    |
| Lage woning in topgevels eindigend, rechte gootlijst                                                                                                  | Woonhuis                  | 18e eeuw        |                 | Oud Loosdrechtsedijk 127,129  | 52° 12' 25" NB, 5° 5' 36" OL | 26212  | Lage woning in topgevels eindigend, rechte gootlijst |
| Dwarshuis, onder rieten zadeldak tussen puntgevels met vlechtingen                                                                                    | Boerderij                 | ca. 1800        |                 | Oud Loosdrechtsedijk 129A     | 52° 12' 25" NB, 5° 5' 34" OL | 26213  | Meer afbeeldingen                                    |
| Boerderij, onder rieten zadeldak. Voorgevel met vervlochten ontlastingsbogen, waaronder pui met kleine roedenverdeling, luiken en deur met bovenlicht | Boerderij                 | 17e eeuw        |                 | Oud Loosdrechtsedijk 209      | 52° 12' 24" NB, 5° 4' 45" OL | 26214  | Meer afbeeldingen                                    |
| Lage gepleisterde woning, met riet gedekt | Woonhuis                  | 18e eeuw        |                 | Oud Loosdrechtsedijk 253      | 52° 12' 24" NB, 5° 4' 23" OL | 26216  | Lage gepleisterde woning, met riet gedekt            |
| Lage woning met riet gedekt | Woonhuis                  | 18e eeuw        |                 | Oud Loosdrechtsedijk 263,265  | 52° 12' 25" NB, 5° 4' 20" OL | 26217  | Meer afbeeldingen                                    |
| Boerderij, onder rieten zadeldak. Voorgevel met vlechtingen en vensters met luiken                                                                    | Boerderij                 | midden 19e eeuw |                 | Oud Loosdrechtsedijk 12,14    | 52° 12' 22" NB, 5° 7' 33" OL | 26219  | Meer afbeeldingen                                    |
| Lage gepleisterde boerderij, dwarshuis | Boerderij                 |                 |                 | Oud Loosdrechtsedijk 30-34    | 52° 12' 25" NB, 5° 7' 16" OL | 26220  | Meer afbeeldingen                                    |
| Dwarshuis, gepleisterd, rechte lijstgevel | Boerderij                 | 18e eeuw        |                 | Oud Loosdrechtsedijk 42       | 52° 12' 26" NB, 5° 7' 6" OL  | 26221  | Meer afbeeldingen                                    |
| Boerderij, gepleisterd langhuis | Boerderij                 | 18e eeuw        |                 | Oud Loosdrechtsedijk 86       | 52° 12' 26" NB, 5° 6' 13" OL | 26222  | Meer afbeeldingen                                    |
| Gepleisterd langhuis met riet gedekt | Boerderij                 |                 |                 | Oud Loosdrechtsedijk 98       | 52° 12' 27" NB, 5° 5' 44" OL | 26223  | Meer afbeeldingen                                    |
| Dwarshuis, gepleisterde topgevel, met riet gedekt dak                                                                                                 | Boerderij                 | 17e eeuw        |                 | Oud Loosdrechtsedijk 226,228  | 52° 12' 26" NB, 5° 4' 37" OL | 26224  | Meer afbeeldingen                                    |
| Nederlands Hervormde Kerk | Kerk en kerkonderdeel     | 1843            |                 | Oud Loosdrechtsedijk 230      | 52° 12' 26" NB, 5° 4' 36" OL | 26225  | Meer afbeeldingen                                    |
| Boerderij, gepleisterd langhuis | Boerderij                 |                 |                 | Oud Loosdrechtsedijk 232      | 52° 12' 26" NB, 5° 4' 33" OL | 26226  | Meer afbeeldingen                                    |
| Recreatiewoning "De Karekiet" | Sport en recreatie        | 1921            | Wouter Hamdorff | Veendijk 15                   | 52° 12' 9" NB, 5° 3' 51" OL  | 514714 | Recreatiewoning "De Karekiet"                        |
| Boerderijcomplex Loosdrecht: wagenschuur | Boerderij                 | ca. 1865        |                 | Oud Loosdrechtsedijk bij 98   | 52° 12' 27" NB, 5° 5' 44" OL | 528455 | Meer afbeeldingen                                    |
| Boerderijcomplex Loosdrecht: kippenhok | Boerderij                 | ca. 1900        |                 | Oud Loosdrechtsedijk bij 98   | 52° 12' 27" NB, 5° 5' 44" OL | 529971 | Upload foto                                          |
| Nieuwe Hollandse Waterlinie Cluster 15. Fort Spion: Fortaanleg en aardwerken,                                                                         | Fort, vesting en -onderdl |                 |                 | Bloklaan 9                    | 52° 12' 4" NB, 5° 2' 34" OL  | 531437 | Meer afbeeldingen                                    |
| Fort Spion: Bomvrij wachthuis met remises (gebouw A).                                                                                                 | Militair wachtgebouw      |                 |                 | Bloklaan 9                    | 52° 12' 4" NB, 5° 2' 31" OL  | 531438 | Meer afbeeldingen                                    |
| Fort Spion: Bomvrij wachtgebouw met kruitmagazijn (gebouw B).                                                                                         | Militair wachtgebouw      |                 |                 | Bloklaan 9                    | 52° 12' 4" NB, 5° 2' 31" OL  | 531439 | Meer afbeeldingen                                    |
| Fort Spion: Groepsschuilplaatsen type P. | Bomvrij militair object   |                 |                 | Bloklaan 9                    | 52° 12' 6" NB, 5° 2' 33" OL  | 531440 | Meer afbeeldingen                                    |
| Fort Spion: Kanonkazemat. | Kazemat                   |                 |                 | Bloklaan 9                    | 52° 12' 4" NB, 5° 2' 31" OL  | 531441 | Meer afbeeldingen                                    |
| Fort Spion: Fortwachterswoning. | Fort, vesting en -onderdl |                 |                 | Bloklaan 9                    | 52° 12' 4" NB, 5° 2' 31" OL  | 531442 | Meer afbeeldingen                                    |
| Nieuwe Hollandse Waterlinie Cluster 16. Rondom Fort Spion: Gietstalen koepelkazematten type G.                                                        | Kazemat                   |                 |                 | Bloklaan 9                    | 52° 12' 17" NB, 5° 1' 34" OL | 531447 | Upload foto                                          |
| Rondom Fort Spion: Resten tankversperring. | Fort, vesting en -onderdl |                 |                 | Bloklaan 9                    | 52° 12' 2" NB, 5° 2' 45" OL  | 531448 | Upload foto                                          |
| Rondom Fort Spion: Betonblok van Gietstalen Koepelkazemat type G                                                                                      | Fort, vesting en -onderdl |                 |                 | Bloklaan 9                    | 52° 12' 1" NB, 5° 2' 31" OL  | 532128 | Meer afbeeldingen                                    |